# Jan Kasprowicz

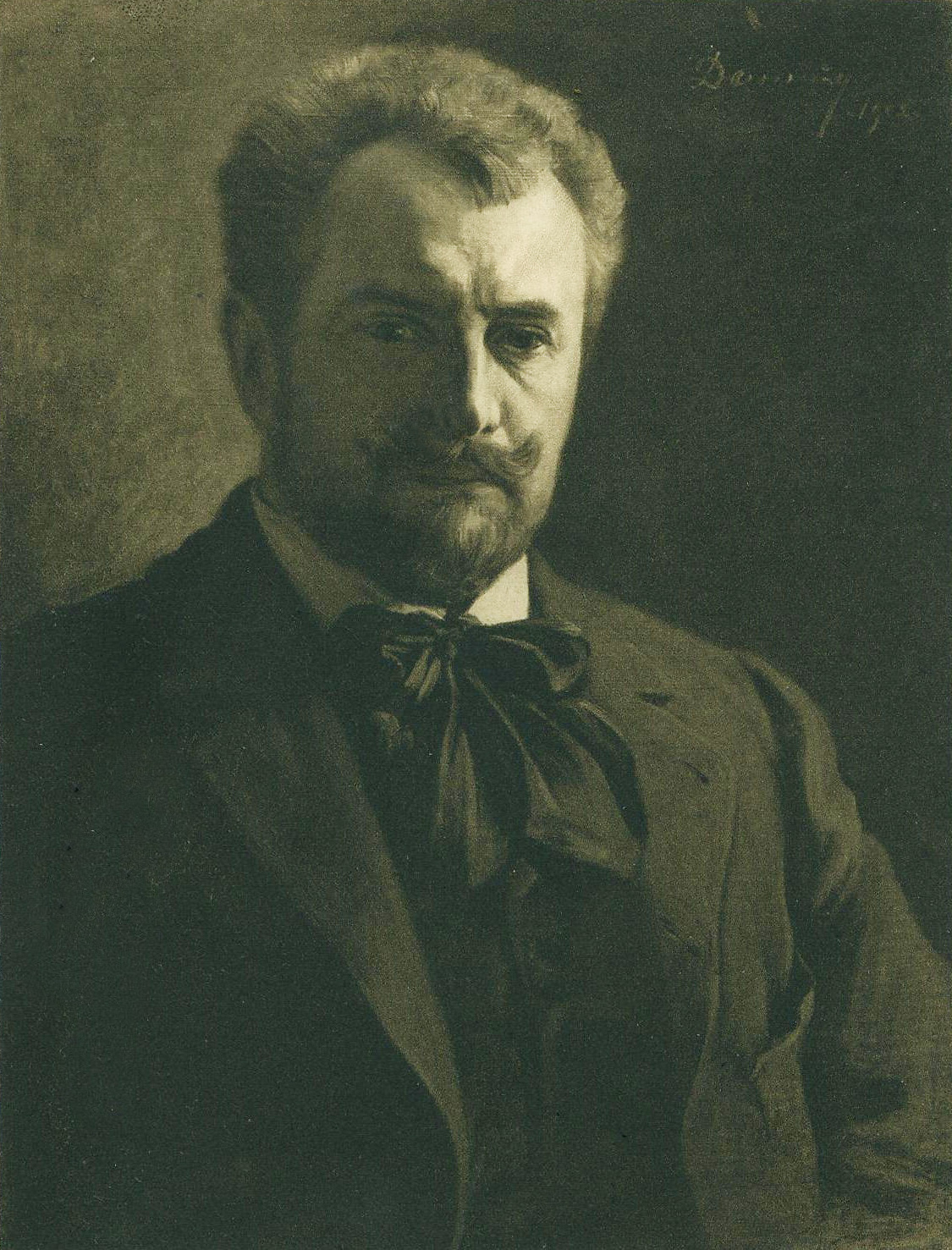
Jan Kasprowicz (1860-1926)

Jan Kasprowicz là một nhà thơ, nhà viết kịch, một dịch giả và là một nhà phê bình văn học của Ba Lan. Ông sinh ngày 12 tháng 12 năm 1860 tại Szymborz, mất ngày 1 tháng 8 năm 1926 tại Zakopane. Ông là một trong những đại diện tiêu biểu của phong trào văn học Ba Lan trẻ.

## Cuộc đời và sự nghiệp
Kasprowicz sinh ra tại làng Szymborze trong một gia đình nông dân mù chữ. Từ năm 1870, ông học tại các trường của Phổ ở Inowrazlaw (Inowrocław), Posen (Poznań), Oppeln (Opole), Ratibor (Racibórz), và năm 1884 tốt nghiệp tại Saint Mary Magdalene Gymnasium ở Poznań. Ông học triết học và văn học tại các trường đại học Đức ở Leipzig và Breslau. Trong thời gian học tập, ông bắt đầu có các bài báo và thơ được xuất bản, làm việc với nhiều tạp chí Ba Lan. Vì những hoạt động trong giới xã hội chủ nghĩa, ông đã hai lần bị cảnh sát Phổ bắt và ngồi tù nửa năm.
Sau khi ra tù, ở tuổi 28, Kasprowicz chuyển đến Lwów, nơi ông đã trải qua 35 năm tiếp theo của cuộc đời. Ông là nhà báo và nhà phê bình văn học và sân khấu, làm việc hai năm trong ban biên tập của tờ báo "Người chuyển phát nhanh Ba Lan" (Kurier Polski) và trong bốn năm sau đó (1902–1906) biên tập cho tờ báo Lời Ba Lan (Słowo Polskie). Đồng thời, với năng suất làm việc khác thường, Kasprowicz đã viết và đã xuất bản các tác phẩm văn xuôi và thơ của riêng mình, được giới phê bình hoan nghênh.
Năm 1904, ông nhận bằng tiến sĩ tại Đại học Lwów cho luận án "Lời bài hát của Teofil Lenartowicz" (Liryka Teofila Lenartowicza). Năm 1909 tại Đại học Lwów, ông trở thành người đứng đầu Khoa Văn học So sánh, một khoa được thành lập để ông điều hành.
Kasprowicz chủ yếu tự học thông thạo các ngôn ngữ Latinh và Hy Lạp cổ điển, tuy nhiên ông cũng có thể sử dụng tiếng Pháp và tiếng Anh. Các tác phẩm của ông bao gồm các bản dịch các tác phẩm văn học vĩ đại được giới phê bình đánh giá cao:
Tiếng Hy Lạp (Aeschylus, Euripides)
Tiếng Anh (Shakespeare, Marlowe, Lord Byron, Shelley, Keats, Tagore, Swinburne, Wilde)
Tiếng Đức (Goethe, Schiller)
Tiếng Pháp (Vauvenargues, Bertrand, Rimbaud, Maeterlinck)
Ý (d'Annunzio)
Tiếng Na Uy (Ibsen)
Tiếng Hà Lan (Heijermans)
Cuộc hôn nhân đầu tiên của ông - với Teodozja Szymańska năm 1886 - tan rã sau một vài tháng. Năm 1893, ông kết hôn với Jadwiga Gąsowska. Năm 1899, bà bỏ ông và con gái của họ cho nhà văn Stanisław Przybyszewski. Năm 1911, ông lại kết hôn với cô gái trẻ hơn nhiều tuổi là Maria Bunin, một cô gái người Nga mà ông gặp trên chuyến tàu từ Rome đến Naples trong một chuyến đi nghệ thuật của mình. Cô là con gái của tướng quân Sa hoàng, Victor Bunin.
Năm 1921-22, ông là hiệu trưởng của Đại học Lwów.
Trong hai mươi năm cuối đời, Kasprowicz ngày càng thường xuyên đến thăm Dãy núi Tatra. Năm 1923, ông định cư lâu dài tại biệt thự, "Harenda", giữa Poronin và Zakopane, nơi mà ông qua đời vào ngày 1 tháng 8 năm 1926.